# Крим Самуїл Аврамович
Самуїл Крим (дав-євр. שמואל בן אברהם קרימי Шемуель бен Авраам Крим; 1835, Феодосія, Таврійська губернія — 1858, Феодосія, Таврійська губернія) — спадковий почесний громадянин, видатний караїмський громадський діяч. Почесний громадянин Феодосії.

## Біографія
Разом з Іллею Казасом закінчив караїмську богословську школу Абен-Яшар Луцького в Євпаторії. Тривалий час перебував міським головою Феодосії. Був засновником феодосійського міського банку, в якому протягом 15 років займав пост директора. 16 років обирався на посаду почесного мирового судді, був головою Феодосійського з'їзду мирових суддів. Член Таврійської вченої архівної комісії від дня заснування.
Помер 21 травня (2 червня) 1898 року у Феодосії. Похований на феодосійському караїмському кладовищі.

## Родина
Батько — спадковий почесний громадянин Авраам Крим, був одним з лідерів караїмської громади Феодосії. У самого С. Крима і його дружини Анни (Аджикей) Хаджі було кілька дітей:
- Соломон Крим (1867—1936) — відомий громадський і політичний діяч, вчений-агроном[2].
- Віра (Беруха) Крим (у шлюбі Пастак; 1871—1944/1954, Сімферополь) — громадська діячка, благодійнця, дружина А. Пастака[5][6][4].
- Олександра (Сара) Крим (у шлюбі Хаджі; 1873, Феодосія — 1934, Ніцца).
- Раїса (Рахель) Крим (близько 1876—1932 Ніцца) — доктор медицини.
- Шебетай Крим (1878—1932, поблизу Марселя) — юрист, голова Феодосійської земської управи, після революції повітовий комісар Тимчасового уряду. В еміграції — садівник в маєтку Беспалова на березі Середземного моря. Похований в Ніцці.
- Ібрагім (Авраам) Крим (близько 1880—1941/1942, Ніцца) — директор банку в Феодосії.
- Діна Крим (1885—1942, Ленінград) — бібліограф, співробітниця ДПБ імені М. Є. Салтикова-Щедріна в 1922—1929 і 1931—1942 роках, працювала над бібліографічним описом каталогу бібліотеки Вольтера[7].
- Ангеліна Крим (у шлюбі Шишман; ? — ?, Феодосія).
- Ілля Крим (? — ?) — доктор медицини, працював в міській лікарні Феодосії.
- Стер (Євгенія) Крим (у шлюбі Давидова; ? — 1924, Берлін).
- Федосія Крим (? — близько 1910, Феодосія).
- донька (у шлюбі Капон; ? — 1952/1954, Сімферополь).